# Национални паркови Црне Горе
Национални паркови Црне Горе под управом су ЈП Национални паркови Црне Горе. У Црној Гори постоји пет националних паркова. Први је статус заштићеног подручја добио национални парк Биоградска гора, првобитно заштићен још 1878. године као Књажев забран, када га је заштитио књаз Никола, што се десило само шест година пошто је проглашен први национални парк у свету, национални парк Јелоустон у Сједињеним Америчким Државама. Последњи је статус заштићеног подручја добио национални парк Проклетије, 2009. године.

## Национални паркови
| Име                              | Основан | Величина () | Слика                          |
| -------------------------------- | ------- | ----------- | ------------------------------ |
| Национални парк Биоградска гора  | 1952.   | 5.650       |                                |
| Национални парк Дурмитор         | 1952.   | 39.000      |                                |
| Национални парк Ловћен           | 1952.   | 5.650       | Ловћен са Његошевим маузолејом |
| Национални парк Скадарско језеро | 1983.   | 40.000      |                                |
| Национални парк Проклетије       | 2009.   | 16.630      |                                |

Године 2009. за национални парк су проглашене Проклетије, а у плану је и проглашење Орјена .

## Рељеф Црне Горе
Планински рељеф Црне Горе објашњава појаву многих кањона, клисура и пећина, а додатну лепоту обезбеђује богатство изузетно очуваних шума у чијем саставу има много ендемских врста, те богатство вода, потока, извора, пашњака, итд.
У природној баштини сваке земље национални паркови заузимају посебно место. Својим укупним вредностима национални паркови надилазе границе Црне Горе и укључени су у Европску федерацију националних паркова – EUROPAC.

## Национални паркови у Црној Гори
- Национални парк Биоградска гора
- Национални парк Дурмитор
- Национални парк Ловћен
- Национални парк Скадарско језеро
- Национални парк Проклетије